# Pentan
Pentan, n-pentan – organiczny związek chemiczny z grupy alkanów. Jego izomerami są 2-metylobutan (izopentan) i 2,2-dimetylopropan (neopentan).